# 福卡恰

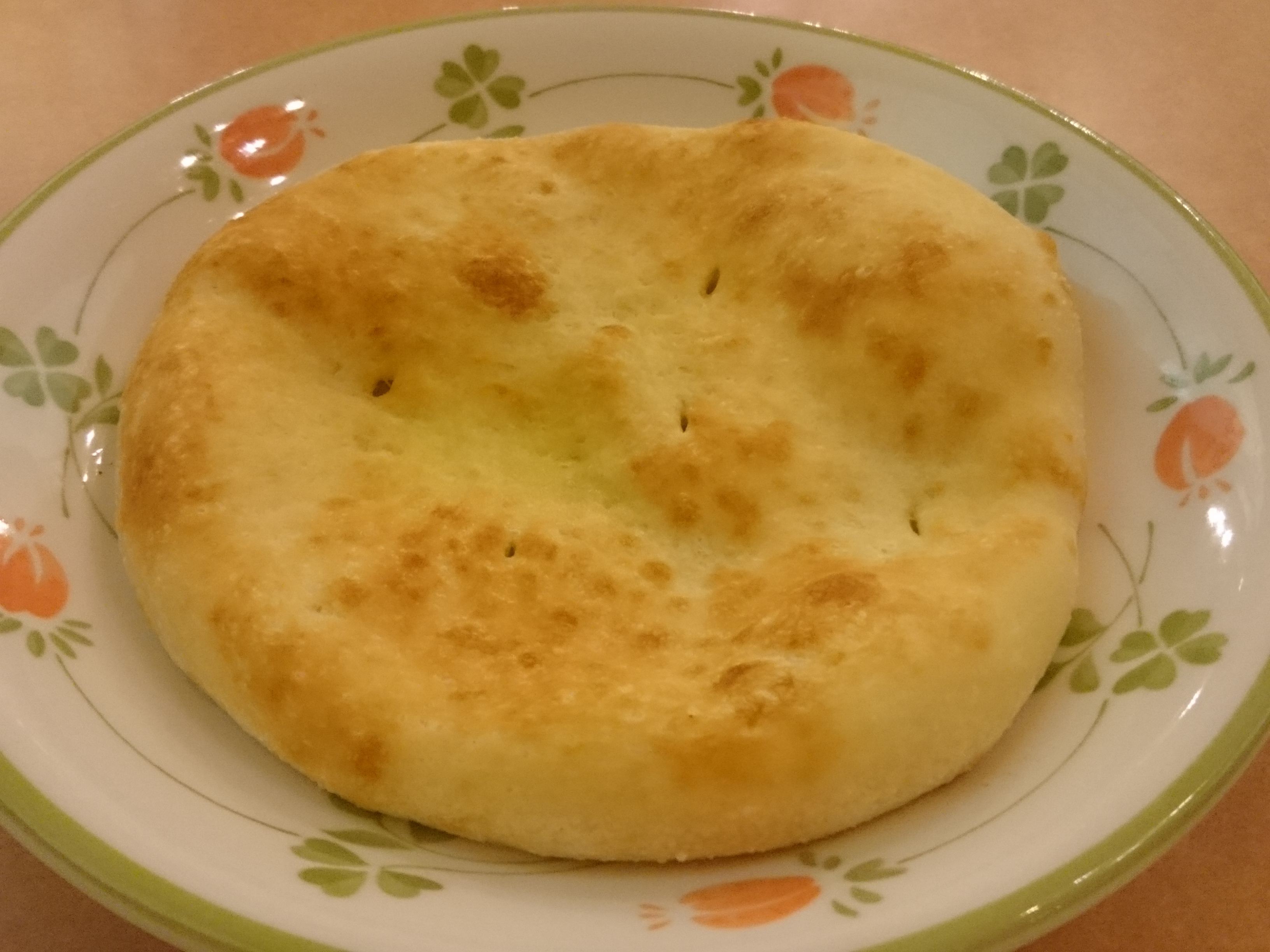
萨莉亚店內供應的福卡恰

福卡恰（義大利語：Focaccia，義大利語發音：[foˈkattʃa]），是一種質地厚實柔軟、帶有橄欖油香味的義大利麵包。
福卡恰在製作過程中使用橄欖油和少許的香草提味，因此麵包本身就有淡淡的鹹味和濃郁的橄欖油味。一般福卡恰的食用方法是直接食用或者夾火腿、肉類、蔬菜或起司，做成三明治食用。福卡恰經常在前菜之前或和正餐麵包一起食用。